# Лутхубі
Лутхубі (груз. ლუთხუბი) — село в Грузії.
За даними перепису населення 2014 року в селі проживає 23 особи.